# Софьино-Лиман
Софьино-Лиман (укр. Софіїно-Лиман) — село в Александровской поселковой общине Краматорского района Донецкой области Украины.

## Общие сведения
Население по переписи 2001 года составляло 72 человека. Почтовый индекс — 84040. Телефонный код — 6269.

## Известные уроженцы и жители
Ботвинов, Александр Игнатович (1907—1995) — украинский и советский партийный деятель, депутат Верховного Совета СССР 5—6-го созывов, депутат Верховного Совета УССР 2—4-го созывов. Член ЦК КПУ в 1952—1966 годах. Герой Социалистического Труда (19 июля 1951).